# Tobias Henry Reetz
Tobias Henry Reetz (häufig nur T. Henry Reetz, * 1680 in Frankreich; † 3. März 1765 in Hannover) war ein deutscher Architekt französischer Herkunft.

## Leben
Über die genaue Herkunft und die Ausbildung von Tobias Henry Reetz ist bisher nichts bekannt. Er wurde jedoch 1706 als Ingenieur und Architekt in der brandenburgischen Armee unter Jean de Bodt erwähnt. Wahrscheinlich hatte Reetz in dieser Zeit Kontakt zu Eosander von Göthe und war am Ausbau der Berliner Hofbauten beteiligt. Doch schon zwischen 1701 und 1713 hatte Reetz zwei Studienreisen nach Frankreich und Italien unternommen.
Tobias Henry Reetz wurde 1725 als zusätzlicher Hofarchitekt nach Hannover berufen, da Johann Christian Böhm den Erwartungen der Landesherrschaft nicht vollumfänglich genügte. Hauptsächlich war Reetz für die Instandhaltung und die Aufsicht zuständig, lieferte jedoch auch eigene Entwürfe. Um 1725 fertigte er einen Bestandsplan der herzoglichen Gärten.
Nach ersten Entwürfen für Bauten im Großen Garten in Herrenhausen entwarf Reetz nach dem großen Brand der Stadt Clausthal im Jahr 1725 die Pläne für den (Wieder-)Aufbau aller wichtigen Profanbauten der Stadt im Westharz, teilweise gemeinsam mit dem Landbaumeister Christian Georg Vick.
Daneben entwarf Reetz 1728 die Prunksärge für König Georg I. von Großbritannien und 1733 für dessen Bruder Ernst August den Jüngeren.
1731 war Reetz für die Befestigung des Leineufers beim hannoverschen Archiv zuständig, nahm im selben Jahr jedoch auch Aufträge von privater Seite an: 1731 bis 1738 legte er für die Herrschaft von Hammerstein die Gartenanlagen um den Wall von Gut Gesmold an. Dazwischen entwarf er 1732 für Christian Ulrich von Hardenberg das Herrenhaus auf Gut Heinsen.
Als Reetz 1736 krankheitsbedingt pensioniert wurde, trat Johann Paul Heumann seine Nachfolge an.

## Weitere Werke
In Herrenhausen:
- 1725: Entwurf für eine neue Südwand der Orangerie;[1]
- Reetz werden die um 1725 entstandene neue Fassadendekoration für das Schloss Herrenhausen sowie der Entwurf für ein neues Schloss zugeschrieben.[1]

Profanbauten in Clausthal:
- 1725 bis 1726, gemeinsam mit Christian Georg Vick: Gebäude der Münze;[1]
- ab 1727: Bau des Oberbergamtes;[1]
- 1728 bis 1730: Bau des Zehnthauses;[1]
- 1733: Bau des Rathauses.[1]

## Nachlass
Tobias Henry Reetz stiftete seinen umfangreichen zeichnerischen Nachlass der damaligen „Königlichen Artilleriebibliothek“ (später „Wehrbereichsbibliothek“), heute in der Gottfried-Wilhelm-Leibniz-Bibliothek.